# 過ヨウ素酸ナトリウム
過ヨウ素酸ナトリウム（かようそさん—、sodium periodate）は、ナトリウム・ヨウ素・酸素から成る無機塩の一種で、NaIO4 の分子式を持つ。メタ過ヨウ素酸ナトリウムと呼ぶこともある。無色の結晶で、300 ℃ に加熱すると分解する。水によく溶けるが、多くの有機溶媒には不溶。分子量 213.89、CAS登録番号は [7790-28-5]。強い酸化力を持ち、第1類危険物に分類されるので注意して取り扱う必要がある。

## 酸化剤
過ヨウ素酸ナトリウムは有機合成分野で酸化剤として用いられる。水にしか溶けないため、溶解性の低い有機分子を酸化する際にはメタノール・エタノール・ジオキサン・アセトニトリルなどを補助溶媒として用いる。

### 1,2-ジオールの開裂
過ヨウ素酸ナトリウムの用途として最も一般的なのは、1,2-ジオール（グリコール）の酸化的開裂反応である。この部分構造を持つ化合物に過ヨウ素酸ナトリウムを作用させると間の炭素—炭素結合が切断され、対応するアルデヒドまたはケトンを与える。同様の反応は酢酸鉛(IV)を用いても可能である。反応はやや遅いが、α-ヒドロキシケトンなども同様に切断が可能である。
触媒量の四酸化オスミウムと過剰の過ヨウ素酸ナトリウムを併用することで、二重結合を切断して対応するカルボニル化合物へと変換することができる（Lemieux-Johnson酸化）。四酸化オスミウムがまずオレフィンをグリコールに変え、過ヨウ素酸ナトリウムがこれを切断する。また過ヨウ素酸ナトリウムは、反応によって生じる6価のオスミウム酸を8価に酸化して戻す再酸化剤としての役割も兼ねる。

### スルフィドの酸化
スルフィドを過ヨウ素酸ナトリウムで処理することで、スルホキシドへの酸化を行うことができる。0 ℃ 付近の低温で注意深く反応を行うことによって、スルホンへの過剰酸化をかなり抑えることができる。他の酸化剤が過剰酸化を起こしやすいのに比べ、過ヨウ素酸ナトリウムは比較的よい結果を与えることが多い。

### その他の酸化
フェノール類は対応するキノンへと酸化される。ヒドラゾンは C=N 結合が切断され、対応するケトンへと変換される。
　
過ヨウ素酸ナトリウムによる酸化は穏和な条件で進行し、グリコール以外の官能基をほとんど傷めない。このため複雑な天然物の構造決定の際、化合物を過ヨウ素酸ナトリウムで処理してグリコール部分を切断し、得られた断片をそれぞれ解析することで構造解析の手がかりとすることがよくある。
また生化学分野においては、膜表面にある糖タンパク質を過ヨウ素酸ナトリウム処理し、生じたアルデヒドに結合する染色剤を加えて細胞を染色したり、定量に用いる方法が行われる。